# Cộng hòa Nhân dân Congo
Cộng hòa Nhân dân Congo (tiếng Pháp : République Folkaire du Congo) là một nước theo chủ nghĩa Marx-Lenin được thành lập vào cuối tháng 12 năm 1969. Được lãnh đạo bởi Đảng Lao động Congo, tồn tại đến năm 1992, sau khi Liên Xô tan rã, tên nước được khôi phục thành Cộng hòa Congo, ông André Milongo được bổ nhiệm làm thủ tướng chuyển tiếp. Năm 1988, dân số quốc gia đạt khoảng 2,1 triệu người. Có 15 dân tộc, trong đó chiếm chủ yếu là Kongo. Có khoảng 8000 người Châu Âu có mạt tại nước này, chiếm chủ yếu là người Pháp và người Anh.  Tiếng Pháp là ngôn ngữ chính thức, nhưng các ngôn ngữ được công nhận khác bao gồm Kikongo và Lingala. Phần lớn dân số chủ yếu ở thủ đô Brazzaville. Tỷ lệ biết chữ cao khoảng 80%, tuy vậy, tỉ lệ tử vong ở trẻ sơ sinh khá cao

## Hoạt động

### 1969 - 1976
Alphonse Massamba-Débat , người trở thành tổng thống Cộng hòa Congo năm 1963, là nguyên thủ quốc gia châu Phi đầu tiên tự xưng công khai là người theo chủ nghĩa Marx . Ông thành lập một hệ thống đảng duy nhất vào năm 1964 xung quanh nhóm chính trị của riêng mình, Phong trào Cách mạng Quốc gia (Mouvement National de la Révolution) . Massamba-Débat được bầu làm Tổng thư ký của Phong trào Cách mạng Quốc gia trong khi Ambroise Noumazalaye trở thành Bí thư thứ nhất của nó. Đảng độc thân Congo được hỗ trợ bởi một lực lượng dân quân được vũ trang tốt, Défense Civile , đứng đầu là Ange Diawara . Tuy nhiên, đến năm 1968, các cuộc biểu tình gia tăng đã khiến Massamba-Débat bỏ tù một trong những nhà lãnh đạo của nó, Thuyền trưởngMarien Ngouabi . Thấy rằng phe cánh tả không từ bỏ, Massamba-Débat cuối cùng nhượng bộ và tuyên bố ân xá, trả tự do cho Marien Ngouabi, cùng các tù nhân chính trị khác vào giữa năm 1968. Sau lệnh ân xá, Massamba-Débat từ bỏ quyền lực của mình vào tháng 9 để nhường chỗ cho một thời kỳ bất ổn. Cuối cùng vào ngày 31 tháng 12 năm 1968 Marien Ngouabi trở thành nguyên thủ quốc gia. Nhà lãnh đạo mới chính thức tuyên bố nhà nước theo định hướng xã hội chủ nghĩa dưới hình thức "Cộng hòa bình dân" vào ngày 31 tháng 12 năm 1969. Chính quyền trở nên tập trung mạnh mẽ ở Brazzaville và các chức vụ chính phủ do Đảng Công nhân Congola - Parti congolais tiếp quản. du travail (PCT)—Cadres sau khi bãi bỏ quốc hội của nước cộng hòa trước. PCT theo chủ nghĩa Mác-Lênin đã tổ chức đại hội lập hiến tại thủ đô từ ngày 29 đến ngày 31 tháng 12 năm 1969, trở thành đảng duy nhất của nhà nước mới. Marien Ngouabi tiếp tục đưa ra một số chính sách cộng sản — chẳng hạn như quốc hữu hoá tư liệu sản xuất — trong những năm tiếp theo. 

### 1977 - 1992
Ngouabi bị ám sát năm 1977 và được kế vị bởi đại tá Joachim Yhombi-Opango , người cầm quyền cho đến tháng 2 năm 1979, khi Denis Sassou-Nguesso lên nắm quyền. Tương tự như các quốc gia cộng sản châu Phi khác trong thời kỳ Chiến tranh Lạnh , Cộng hòa Nhân dân Congo có quan hệ chặt chẽ với Liên Xô . Hiệp hội này vẫn hoạt động mạnh mẽ sau vụ ám sát Ngouabi năm 1977. Tuy nhiên, chính phủ PCT cũng duy trì mối quan hệ chặt chẽ với Pháp trong suốt thời gian tồn tại.